# Leptoctenus gertschi
Espèce
Leptoctenus gertschi est une espèce d'araignées aranéomorphes de la famille des Ctenidae.

## Distribution
Cette espèce est endémique du Sonora au Mexique,.  Elle se rencontre à Alamos.

## Description
Le mâle holotype mesure 6,85 mm et la femelle paratype 12,25 mm.

## Étymologie
Cette espèce est nommée en l'honneur de Willis John Gertsch.

## Publication originale
- Peck, 1981 : The Ctenidae of temperate zone North America. Bulletin of the American Museum of Natural History, vol. 170, p. 157-169 (texte intégral).